# Iacob Deleu
Iacob Deleu (1804-1880) a fost un revoluționar pașoptist român, tribun al lui Avram Iancu.
Născut la Vârșolț (unde tatăl său, Andrei Deleu, a fost paroh), în anul 1804, învață primele clase la Pericei, apoi este trimis la Blaj, pentru a urma seminarul teologic. Își aprofundează cunoștințele de istoria românilor, filozofie și limba latină. Întors acasă, Iacob Deleu se căsătorește cu Maria Aciu din Vârșolț, si au un copil Daniel. Iacob Deleu lucrează ca învățător în Pericei. Iacob Deleu se înrolează în Regimentul grăniceresc de la Năsăud. La 13/15 mai 1848,  se află la Blaj, pentru a susține cauza acțiunii împreună cu reprezentanții românilor de pe întreg cuprinsul Transilvaniei, apoi participă alături de Ioan Buteanu la apărarea munților Apuseni.
Deleu a mobilizat o ceată de țărani din satele din jurul Șimleu Silvaniei, i-a înarmat cu coase, furci, topoare, puști și a ocupat dealul Vârșolțului, unde s-a confruntat cu un corp din armata generalului Józef Bem. Sălăjenii conduși de Deleu s-au refugiat apoi în munți și s-au alăturat armatei lui Avram Iancu care lupta pentru apărarea națiunii române.
Iacob Deleu a fost bunicul lui Victor Deleu si Ioan Deleu (1877-1946), și străbunicul pictorului Ioan Sima (1898-1985).

## Onoruri
- Casa memorială „Iacob Deleu” (secolul al XIX-lea)